# Mexacanthina
Mexacanthina is een geslacht van weekdieren uit de klasse van de Gastropoda (slakken).

## Soorten
- Mexacanthina angelica (Oldroyd, 1918)
- Mexacanthina lugubris (Sowerby, 1821)